# Neopalame atromaculata
Neopalame atromaculata är en skalbaggsart som beskrevs av Monné och Martins 1976. Neopalame atromaculata ingår i släktet Neopalame och familjen långhorningar. Inga underarter finns listade i Catalogue of Life.